# Enchant (együttes)
Az Enchant amerikai neo-progresszív rock/progresszív rock/progresszív metal/szimfonikus rock zenekar. 1989-ben alakultak San Franciscóban. Lemezeiket az InsideOut Music jelenteti meg. Ted Leonard 2006-ban új együttest alapított Thought Chamber néven.

## Tagok
- Doug Ott – gitár, vokál, basszusgitár és billentyűk (időnként) (1989–), ének (1989–1991)
- Ted Leonard – ének, gitár, basszusgitár (időnként) (1991–)
- Ed Platt – basszusgitár (1991–1997, 2000–)
- Sean Flanegan – dob, ütős hangszerek (2002–)
- Bill Jenkins – billentyűk (2003–)

Korábbi tagok
- Paul Craddick – dob, billentyűk (időnként), basszusgitár, gitár (1989–2002)
- Mike "Benignus" Geimer – billentyűk (1989–2000)
- Brian Cline – basszusgitár, vokál, ének (1989–1991)
- Phil Bennett – billentyűk (2000–2002)

## Diszkográfia
- A Blueprint of the World (1993)
- Wounded (1996)
- Time Lost (1997)
- Break (1998)
- Juggling 9 Or Dropping 10 (2000)
- Blink of an Eye (2002)
- Tug of War (2003)
- Live at Last (koncert album, 2004)
- The Great Divide (2014)